# 물레나물
물레나물(Hypericum ascyron)은 여러해살이풀로서 줄기는 높이가 1m 이상이고 목질이며 4개의 모서리가 있다. 잎은 긴 타원형으로 마주나는데, 빛에 비추어 보면 맑은 유점이 있는 것을 볼 수 있다. 꽂은 황색으로, 여름이 되면 줄기 끝에 몇 개의 꽃이 취산꽃차례를 이루면서 달린다. 이 때, 각각의 꽃은 5개의 꽃잎을 가지고 있다. 열매는 달걀 모양의 삭과이다. 주로 산이나 들의 양지에서 자라며, 한반도 각지에 분포하고 있다. 어린잎은 식용할 수 있다.

## 재배 및 관리
햇빛이 잘 드는 곳을 좋아하고 사질양토에서 잘 자란다. 꽃은 주로 6~8월에 피며 습기가 충분하고 배수가 잘 되는 토양에서 키우는 것이 적절하다. 노지에서 월동이 가능하다. 씨를 부려서 번식시키거나 이른 봄 또는 늦가을에 포기나누기를 한다. 가을에 씨를 받아 바로 파종하면 이듬해 여름에 꽃을 볼 수 있다. 오래된 포기는 눈이 많으므로 포기나누기를 할 때 눈이 잘려나가지 않도록 주의한다.